# HD92664
HD92664 — хімічно пекулярна зоря спектрального класу B9, що має видиму зоряну величину в смузі V приблизно  5,5.
Вона  розташована на відстані близько 465,9 світлових років від Сонця.

## Фізичні характеристики
Телескоп Гіппаркос зареєстрував фотометричну змінність  даної зорі з періодом    1,67 доби в межах від  Hmin= 5,47 до  Hmax= 5,43.

## Пекулярний хімічний склад
Зоряна атмосфера HD92664 має підвищений вміст 
Si
.

## Магнітне поле
Спектр даної зорі вказує на наявність магнітного поля у її зоряній атмосфері.
Напруженість повздовжної компоненти поля оціненої з аналізу
крил ліній Бальмера
становить  803,0± 179,0 Гаус.